# 飞奔的高卓人
《飛奔的高卓人》（英語：The Gallopin' Gaucho）是一部于1928年上映的美國動畫短篇電影，該作是迪士尼工作室繼《飛機迷》之後第二部以米老鼠為主角的作品。迪士尼工作室於1928年8月完成了该作無聲版本，但因《汽船威利號》的製作而未在院線發行。其作品在《汽船威利號》發行後，才對外發布有聲版本。

## 概要
1928年5月15日，米奇老鼠和米妮老鼠在《飛機迷》的試映中首次亮相，但此作当时並未引起發行商的注意。《飛奔的高卓人》是導演華特·迪士尼和烏布·伊沃克斯的第二次嘗試，後者也擔任了該片唯一的動畫師。羅伊·O·迪士尼在他的分類帳中记录了短片的總預算為4,249.73美元，比《飛機迷》的3,528.50美元的預算多出約720美元。
该作主要戲仿了範朋克所主演的《高喬人》，此電影於1927年11月21日首次上映。该作的剧情发生在原版電影之後，故事地点仍然是在阿根廷的彭巴草原，米奇在该作中扮演高喬人。該短片的音訊版本將於2025年1月1日進入美國公共領域。

## 劇情
在该片的開頭，米奇正騎在一隻美洲駝上到當地一家名為阿根廷酒館（Cantina Argentina）酒吧和餐廳吃饭。他進入這家餐廳的目的顯然是想喝點酒、抽個煙以求放鬆一下。（在餐廳的牆上有一個通緝米奇的告示，上面寫著「El gaucho」，意為米老鼠是強盜或騙子。）
常駐酒吧的女招待兼舞者米妮和一位顧客皮特也在這家餐廳裡。皮特虽然早已在《愛麗絲喜劇》和《幸運兔奧斯瓦爾德》系列中被確定為反派，但在该作中他还是第一次和米奇米妮相见。
米妮開始在酒吧里表演探戈和薩爾薩舞，兩位顧客開始與她調情。皮特試圖綁架米妮以早點結束他和米奇對愛情的競爭。皮特騎著驢子逃離了餐廳，米奇很快就追上了他。皮特和米奇隨後開始持劍互相決鬥。最后米奇透過皮特從床底下拿出的夜壺蓋住他的頭成為了勝利者，並收穫了米妮的芳心。在影片的結尾，米奇和米妮乘著舞台向左行駛，直到完全被前景中的樹木遮住。

## 角色形象
《飛奔的高卓人》的人物特徵有些含糊不清。動畫開始時，米奇和米妮的眼睛與《飛機迷》登場的形象的一樣，但當皮特出現後，他們突然擁有了如同在《汽船威利號》中出場的圓點眼睛。起初人們認為米奇與幸運兔奧斯華太相似，這可能有助於解釋為什麼觀眾對米奇明顯缺乏興趣。此時大多數的成年觀眾已經對橡皮管動畫感到厭倦，这致使迪士尼工作室開始考慮如何將「米老鼠系列電影」與他之前的作品以及競爭對手的作品區分開來。
米妮作為表演者和遇險少女的角色在這部影片中得到了鞏固。這也是她第一次穿上其獨特的超大高跟鞋，儘管在被綁架時這些鞋子會掉下來，使得他在動畫片的其餘時間裡都光著腳沒有穿鞋。米奇也是在此短片中第一次穿著鞋子，隨著時間的推移，動畫師不斷的改變米奇的形象。在前三部短片中，米奇是一個旨在吸引成年人注意的角色。會抽煙、喝酒、狂歡。但在不久之後，華特和他的動畫師修改了米奇的角色形象，並在此後成為旨在吸引孩子並取悅父母的“健康”角色。

## 評價
《電影日報》（1929年1月6日）表示：
這部影片的主角是米老鼠，這位如同惡魔的英雄，為了營救被惡棍貓綁架的甜心（指米妮）經歷了很多坎坷。在這部影片中，他扮演起了道格·費爾班克斯的角色。作為南美潘帕斯草原上的飛奔高卓人，在一路上都有很不錯的滑稽的表演，華特·迪士尼的卡通作品巧妙到了極致，透過聲音的加入、優美的喜劇效果，讓影片更加比無聲版更令人愉快和可笑。
《綜藝》（1929年1月9日）評論道：
對於大型節目來說，六分鐘的時間是很不錯的，因為動畫電影會帶來一些令人咯咯大笑的東西。這是華特·迪士尼的作品，該作品旨在介紹一個新的卡通人物「米奇老鼠」，華特已經通過「鮑爾斯電影音」（Powers Cinephone）實現了同步。使得聲音效果本身就能贏得一些笑聲，但在一切結束之後，人們仍然可以對短片留下這樣的印象：『任何一位警覺的鼓手都可以複製這個行為……這個價值來自於迪士尼讓他的角色在追逐和決鬥中表演的滑稽動作。』情節雖然有些令人熟悉，但角色的身體動作中出現了一些新的變化，並且加入無數的奇妙手段使觀眾喜歡它，同時音樂的效果也有所增強，音樂強度足以給人一種在一個房子裡演奏風琴或管弦樂隊的感覺。如果音樂家足夠棒，能夠跟上它的步伐，那就更好了。無論有聲還是無聲，這都是一部不同尋常的卡通片。」

## 家庭媒體
該短片於2002年12月2日在《華特迪士尼寶藏：黑白米奇》上發布。

## 另見
- 米老鼠系列电影（英语：Mickey_Mouse_(film_series)）

## 外部連結
- 维基共享资源上的相關多媒體資源：飞奔的高卓人
- 互联网电影数据库（IMDb）上《飞奔的高卓人》的资料（英文）
- The Gallopin' Gaucho，Disney A to Z
- 大卡通資料庫上《飞奔的高卓人》的資料（英文）

- The Gallopin' Gaucho at The Encyclopedia of Disney Animated Shorts